# 조지프 로빈슨
조지프 테일러 로빈슨(영어: Joseph Taylor Robinson, 1872년 8월 26일 ~ 1937년 7월 14일)은 미국의 정치인이다. 그는 민주당 소속으로 연방 하원의원으로 10년 동안 활동한 후 아칸소주의 주지사를 거쳐 연방 상원의원이 되었다. 그는 1928년에 민주당의 부통령 후보로 선거에 출마했으며 1933년부터 1937년까지 민주당의 상원 원내대표를 역임하였다.

## 생애

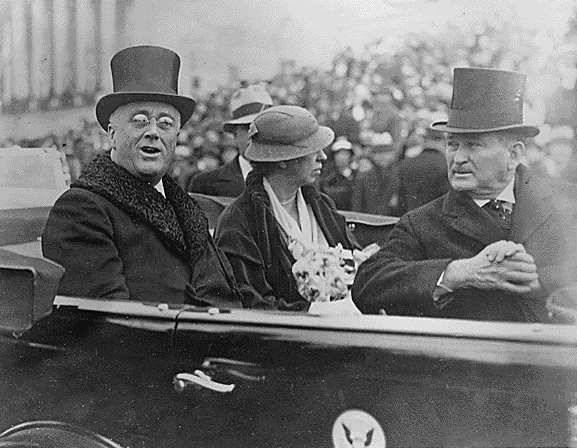
프랭클린 D. 루스벨트, 엘리너 루스벨트와 함께, 1933년

로빈슨은 1872년 8월 26일에 아칸소주 로노크에서 태어났다. 그는 아칸소 대학교를 졸업한 후 버지니아 대학교에서 법학을 전공하였다. 1894년에 아칸소 주의회 의원으로 당선된 그는 1903년에는 연방 하원의원으로 당선되어 10년 동안 의정활동을 하였다. 1912년에 아칸소 주지사에 당선된 그는 1월 16일에 취임하였다. 그러나 취임 55일만에 아칸소 주의 연방 상원의원이었던 제프 데이비스가 사망하면서 그는 주의회의 선출에 의해 연방 상원의원이 되었다.
상원의원 초기에 그는 우드로 윌슨 행정부를 적극 지지하면서 민주당의 진보 세력으로 분류되었다. 그는 키팅-오웬법을 지지하고 철도 회사에 대한 규제를 주장하였다. 제1차 세계대전에는 독일에 맞서 참전하는데 표를 던졌으며 베르사유 조약의 의회 통과 운동을 이끌었다. 로빈슨은 1918년, 1924년, 1930년, 1936년에 연속해서 당선되었으며, 민주당 상원 원내대표였던 오스카 언더우드가 지병으로 사임하면서 후임 자리를 물려받게 되었다.
1924년 미국 대선에서부터 출마를 저울질했던 그는 1928년에 부통령 지명을 받아 선거에 뛰어들게 되었다. 그는 뉴욕주의 주지사였던 앨 스미스와 함께 선거 운동을 전개하였다. 스미스의 가톨릭 신봉이 선거 과정에서 크게 문제화되자 그는 종교의 자유를 인정해야 된다고 설득하였다. 그럼에도 스미스는 허버트 후버에게 58%대 41%로 압도적으로 패했다. 로빈슨의 기반주였던 아칸소 주는 스미스에게 표를 주었다.
낙선 후 로빈슨은 원내대표직을 계속 유지했지만 당내 다른 의원들과 달리 대공황 기 후버 행정부에 대해 협력하였다. 1932년 선거에서 민주당이 상원 다수당이 되면서 그는 민주당 최초의 다수당 원내대표가 되었다. 로빈슨은 프랭클린 D. 루스벨트 행정부의 뉴딜 정책을 적극적으로 지지하면서 행정부와 긴밀한 관계를 유지하였다.
1936년에 루스벨트가 재선에 성공한 후 미국 연방 대법원을 재조정하려는 계획을 세우자 그는 적극 동조하면서 입법 과정을 추진하였다. 이 과정에서 그는 재조정이 성공할 시 대법관 자리를 받을 것이라는 획약을 받았다. 이 계획은 당내에서도 반대가 거세 입법 과정에서 실패하였고 로빈슨은 이 과정에서 정치적 타격을 입게 되었다.
1937년 7월 14일에 법안 처리가 무산되는 과정에서 로빈슨은 갑작스럽게 사망하였다. 사망 2일 후 상원에서 그의 장례식이 거행되었다. 그는 아칸소 주의 리틀록에 안장되었다.

## 역대 선거 결과
| 선거명      | 직책명                      | 대수 | 정당   | 득표율  | 득표수              | 결과 | 당락                   |
| ----------- | --------------------------- | ---- | ------ | ------- | ------------------- | ---- | ---------------------- |
| 1902년 선거 | 하원의원 (아칸소 제6선거구) | 58대 | 민주당 | 89.31%  | 5,195표             | 1위  | 아칸소주 하원의원 당선 |
| 1904년 선거 | 하원의원 (아칸소 제6선거구) | 59대 | 민주당 | 61.95%  | 9,459표             | 1위  | 아칸소주 하원의원 당선 |
| 1906년 선거 | 하원의원 (아칸소 제6선거구) | 60대 | 민주당 | 84.42%  | 5,473표             | 1위  | 아칸소주 하원의원 당선 |
| 1908년 선거 | 하원의원 (아칸소 제6선거구) | 61대 | 민주당 | 100.00% | 24,389표            | 1위  | 아칸소주 하원의원 당선 |
| 1910년 선거 | 하원의원 (아칸소 제6선거구) | 62대 | 민주당 | 81.56%  | 4,701표             | 1위  | 아칸소주 하원의원 당선 |
| 1912년 선거 | 아칸소 주지사               | 23대 | 민주당 | 64.74%  | 109,825표           | 1위  | 아칸소 주지사 당선     |
| 1913년 선거 | 상원의원 (아칸소 제2부)     | 63대 | 민주당 | 53.0%   | 71표                | 1위  | 아칸소주 상원의원 당선 |
| 1918년 선거 | 상원의원 (아칸소 제2부)     | 66대 | 민주당 | 100.00% | 78,377표            | 1위  | 아칸소주 상원의원 당선 |
| 1924년 선거 | 상원의원 (아칸소 제2부)     | 69대 | 민주당 | 73.52%  | 100,408표           | 1위  | 아칸소주 상원의원 당선 |
| 1928년 선거 | 미국의 부통령               | 31대 | 민주당 | 40.80%  | 15,015,464표 (87명) | 2위  | 낙선                   |
| 1930년 선거 | 상원의원 (아칸소 제2부)     | 72대 | 민주당 | 100.00% | 141,906표           | 1위  | 아칸소주 상원의원 당선 |
| 1936년 선거 | 상원의원 (아칸소 제2부)     | 75대 | 민주당 | 84.08%  | 154,866표           | 1위  | 아칸소주 상원의원 당선 |

## 참고 문헌
- Donald C. Bacon, "Joseph Taylor Robinson: The Good Soldier", in Davidson, Roger H.; Baker, Richard D. (1991). 《First among equals: outstanding Senate leaders of the twentieth century》. Washington, DC: Congressional Quarterly Inc. 63–97쪽. ISBN 0-87187-581-0..
- Riedel, Richard L. (1969). 《Halls of the Mighty: My 47 Years at the Senate》. Washington and New York: Robert B. Luce.